# オルガ・デラ＝フォス＝カルドフスカヤ
オルガ（オリガ）・リュドヴィゴヴナ・デラ＝フォス＝カルドフスカヤ（ロシア語: Ольга Людвиговна Делла-Вос-Кардовская, ラテン文字転写: Ol'ga Lyudvigovna Della-Vos-Kardovskaya、1875年9月2日 - 1952年8月9日）は、ロシアの画家、イラストレーターである。

## 略歴
現在のウクライナのチェルニーヒウ（チェルニゴフ）で生まれた。父親のLudwig Della-Vosは上級役人で、叔父にモスクワ工科大学教授のWiktor Della-Vosがいる。ハルキウのE. E. Schreiderという画家に学んだ後、1891年から1894年の間はサンクトペテルブルクで学び、1894年に美術アカデミーの試験に合格し、1899年までアカデミーでサヴィンスキー(Vasily Savinsky)やレベデフ(Alexander Ivanovich Lebedev)、後にイリヤ・レーピンに学んだ。1897年の美術振興協会の展覧会にデビューした。
、
その後、ミュンヘンに修行に出て、アントン・アズベの私立の美術学校で1900年まで学んだ。1899年の春、サンクトペテルブルクでの修行中に知り合っていた画家のドミトリー・カルドフスキー(Dmitry Kardovsky: 1866–1943)と結婚した。1900年に娘が生まれ、家族はクリミア半島のアルプカ(Alupka)で暮らした後、1902年にサンクトペテルブルクに移った。
1902年から1917年のロシア十月革命まで、国内、国外のさまざまな展覧会に出展した。ロシア内戦中は夫の邸のあるペレスラヴリ・ザレスキーに移った 。
赤軍創設5周年を記念した展覧会に、赤軍のインノケンティ・ハレプスキー将軍(Innokenty Khalepsky: 1893-1938)の肖像画を出展した。1924年からモスクワの工芸工房で絵画を教えた。1924年からニューヨークで開かれたロシア絵画展に作品が展示された。モスクワの芸術運動「ザール・ツヴェト(Zhar-tsvet)」の展覧会に出展し、書籍の挿絵も描いた。夫のドミトリー・カルドフスキーとモスクワで共同展も開いた。
独ソ戦が始まった後、夫妻は再びペレスラヴリ・ザレスキーで過ごし、1943年に夫はそこで亡くなった。オルガ・デラ＝フォス＝カルドフスカヤは戦後、レニングラード（サンクトペテルブルク）で暮らし、1952年に亡くなった。

## 作品

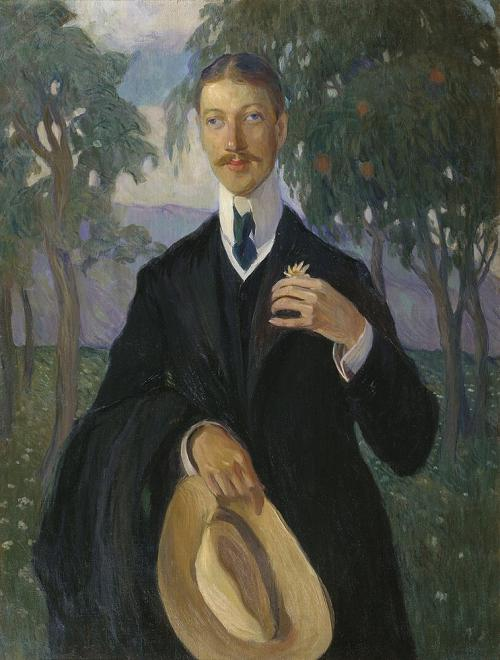
ニコライ・グミリョフ(詩人)の肖像画 (1909) トレチャコフ美術館
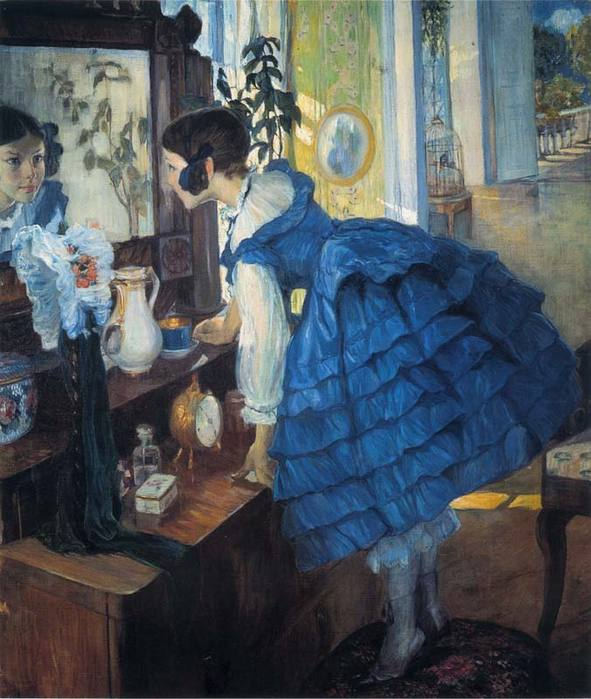
小さい女性 (1910)
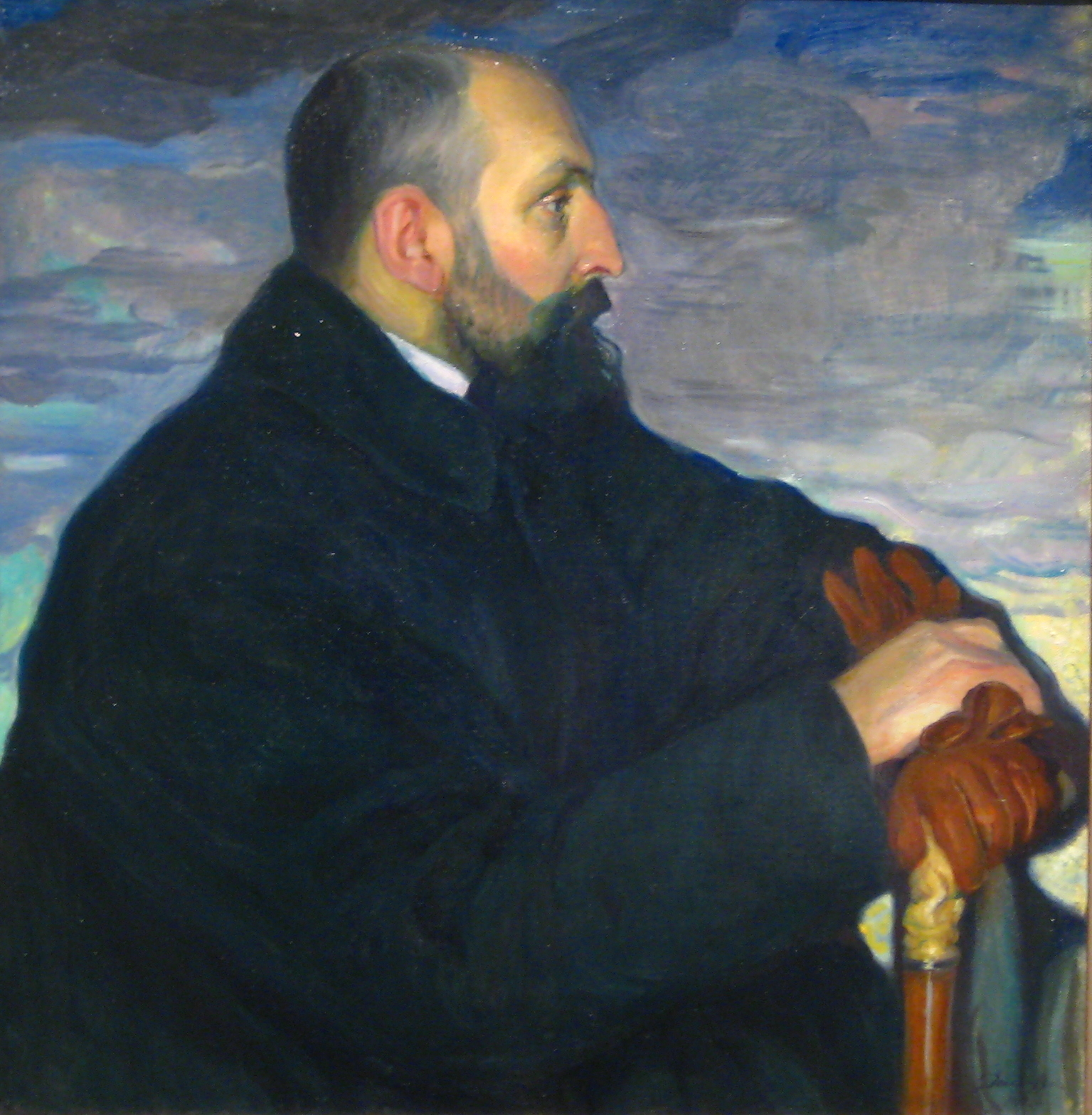
ドミトリー・カルドフスキーの肖像画(1913) トレチャコフ美術館
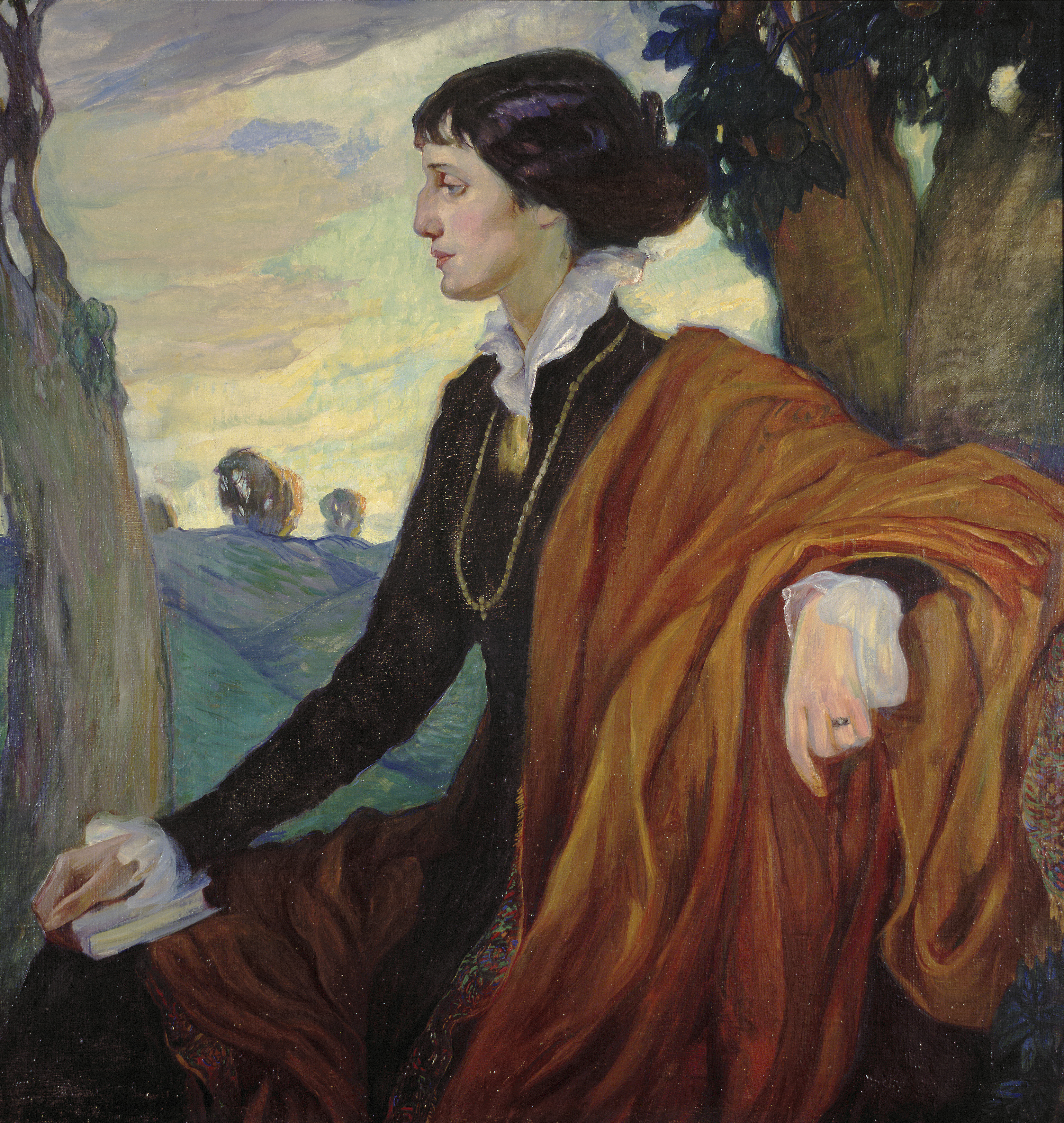
アンナ・アフマートヴァ(詩人)の肖像画(1914) トレチャコフ美術館